# Wrong (Depeche Mode)
Wrong is een nummer van de Britse band Depeche Mode uit 2009. Het is de eerste single van hun twaalfde studioalbum Sound of the Universe.
Het nummer werd een grote hit in Europa, vooral in Duitsland, waar de band op dat moment al drie decennia razend populair is. In het Verenigd Koninkrijk haalde het nummer een bescheiden 24e positie. In Nederland werd het nummer echter niet zo'n succes; het haalde de 49e positie in de Single Top 100. In Vlaanderen was het nummer wel succesvol; het haalde de 14e positie in de Vlaamse Ultratop 50.